# Ferran García Sevilla
Ferran García Sevilla est un artiste peintre, installationniste, graveur et lithographe espagnol né le 22 octobre 1949 à Palma de Majorque (îles Baléares), installé à Barcelone.

## Biographie
Ferran García Sevilla, né d'un père bibliothécaire à la Biblioteca de Cort (ca) à Palma, s'installe à Barcelone en 1969 où il étudie les lettres, la philosophie et l'histoire à l'université, comptant parmi ses maîtres Alexandre Cirici. Ces études sont couronnées par une licence en histoire en 1972 et un doctorat en histoire de l'art en 1974. Sa thèse de doctorat porte sur l'art conceptuel.
Il enseigne la peinture à la Faculté des beaux-arts de Barcelone à partir de 1981.
Ferran García Sevilla est, dans les années 1970, l'un des principaux représentants de l'art conceptuel catalan, et c'est alors « dans une perspective expérimentale et une attitude critique » qu'il explore les différents champs que sont la vidéo, la photographie, l'installation, l'intervention artistique, l'art corporel, les   performances.
Son travail, dans les années 1980, s'oriente vers une peinture néo-expressionniste qui privilégie les très grands formats et que l'on rattache à la Figuration libre, celle-ci se croisant toutefois toujours avec des réminiscences conceptuelles : une poétique simple et très personnelle qui se nourrit tant de la réalité quotidienne que des nombreux voyages de l'artiste, principalement en Asie, « combinant des concepts de biologie, de cosmologie, de nature, de religion orientale, de politique ou d'histoire de l'homme dans des compositions tout autant saisissantes que naïves où la matière, l'automatisme acquièrent une grande pertinence et où des mots, des phrases, des expressions, de même que des éléments caractéristiques de l'art primitif sont devinés ».

## Expositions

### Expositions personnelles

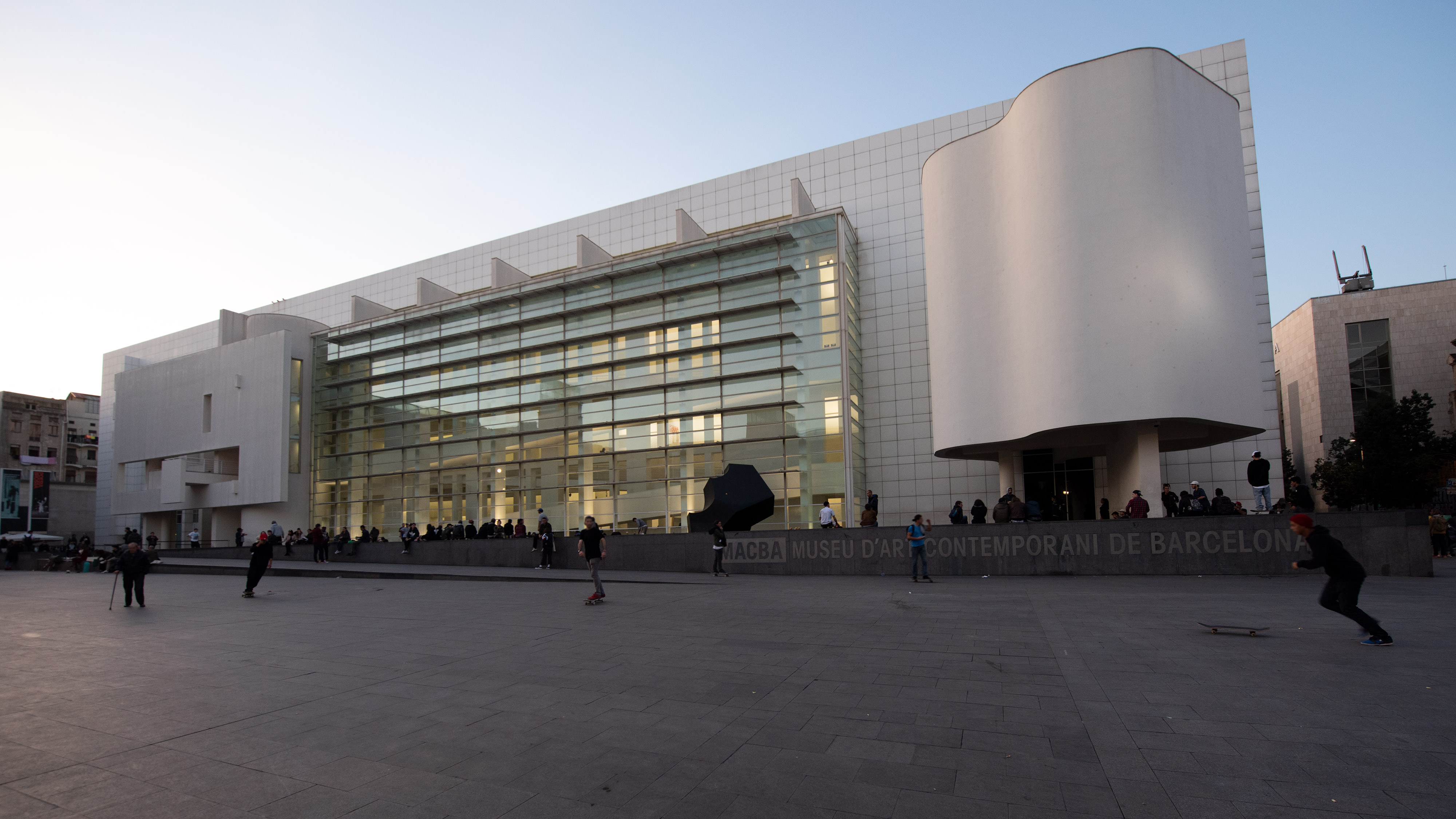
Musée d'Art contemporain de Barcelone, 1996, 2019

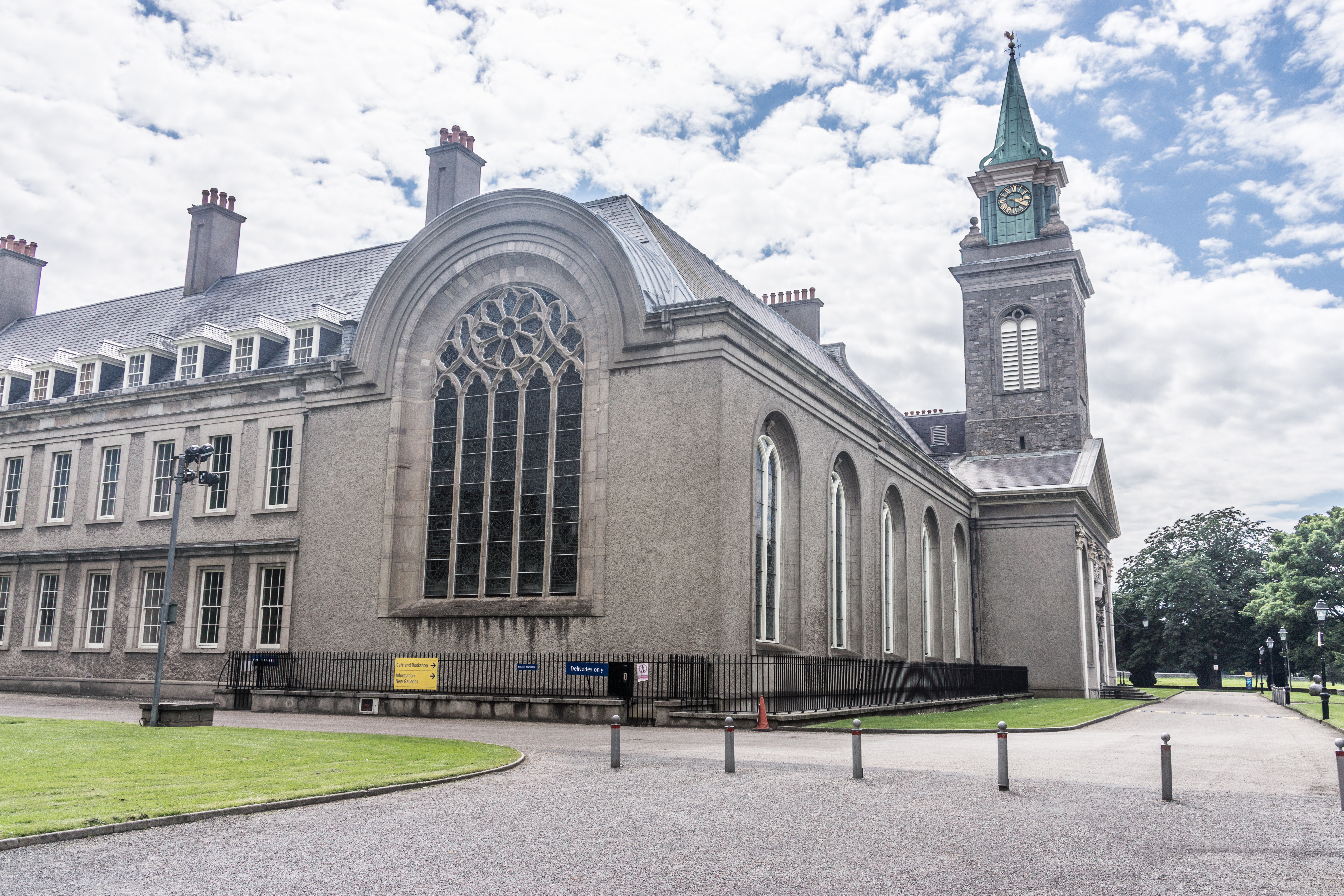
Musée irlandais d'Art moderne, Dublin, 2010

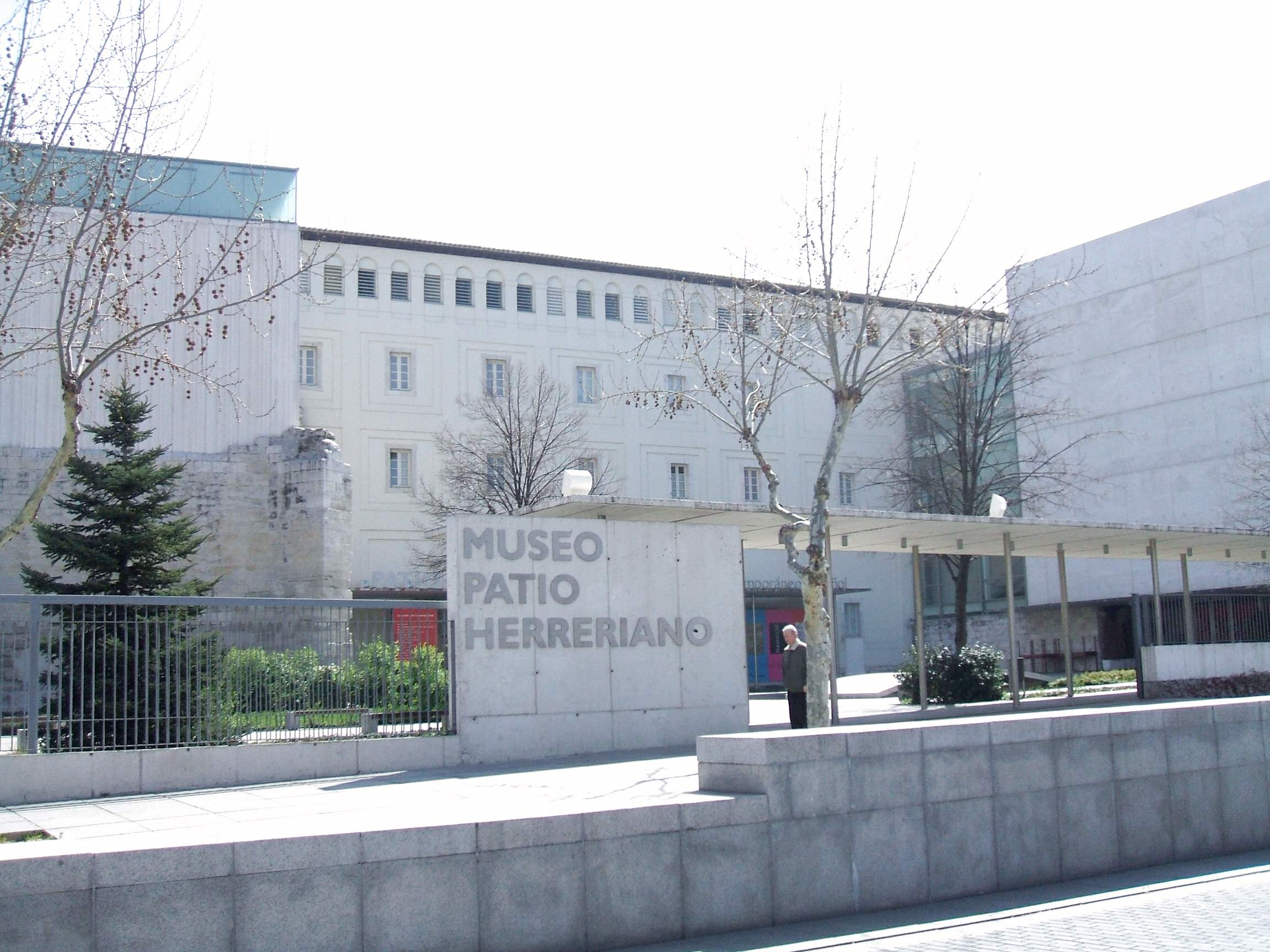
Musée Patio Herreriano d'art contemporain espagnol, Valladolid, 2010

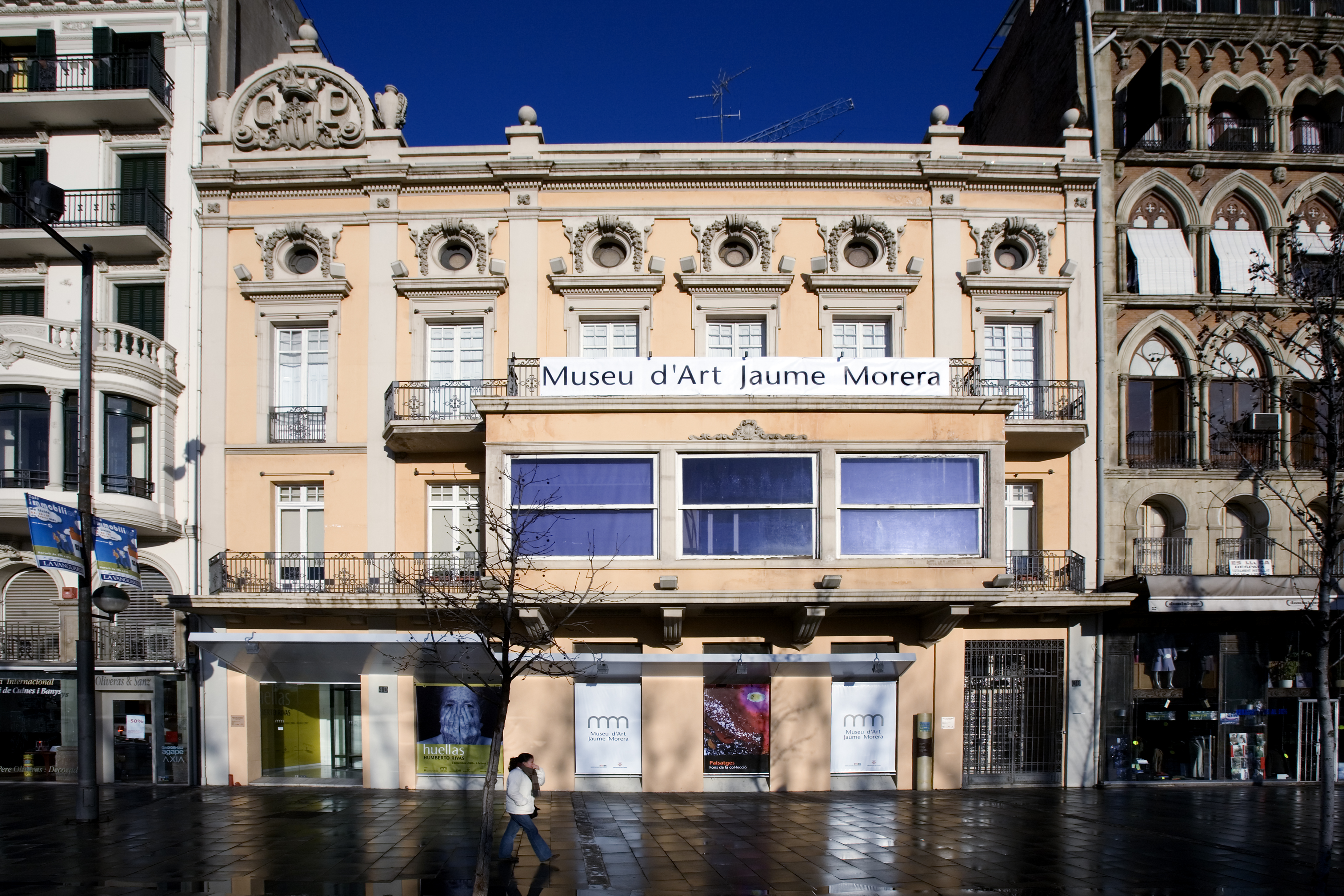
Musée d'art moderne et contemporain Jaime Morera, Lérida, 2022

- La Caixa, Barcelone, 1972, 1973, 1976[2].
- Maison de la culture, Palma, 1970[7].
- Institut allemand de Barcelone, 1974[2].
- Galerie Temps, Valence (Espagne), 1978[2].
- Galerie Central, Madrid, 1981[2].
- Galerie Maeght, Barcelone, 1981[7], 1982[2].
- Ferran García Sevilla - Dieux, Galerie Ciento, Barcelone, janvier 1982, puis Galerie 4 Gats, Palma, mars 1982[8].
- Galerie Brinkman, Amsterdam, 1984[2].
- Galerie Lia Rumma, Naples, décembre 1984.
- Ferran García Sevilla - Three in one, Riverside Studios, Londres, 1986[4],[9].
- Galerie Yvon Lambert, Paris, 1985[10].
- Galerie Lelong, Paris, 1986[7],[11].
- Donner le là - García Sevilla, Musée Ingres, Montauban, 1986.
- Galerie Juana de Aizpuru, Madrid, 1987.
- Ferran García Sevilla - Peintures 1980-1986, Carré d'art, Nîmes, 1987[2].
- Galerie Aaesbeck, Copenhague, 1988.
- Arts Santa Mònica et Casa de la Caritat, Barcelone, 1989[7].
- Obalne Galerije Pirane, Ljubljana, 1989[12].
- Galerie Luis Adelantado, Valence, 1992[13].
- Ferran García Sevilla, 1985-1995, palais de Sástago (es), Saragosse[14].
- Ferran García Sevilla - Dieux, Musée d'Art contemporain de Barcelone, mai-juin 1996[8].
- Centre Julio Gonzalez, Valence, mai-juillet 1998.
- Musée d'art de Malmö, 1998.
- Galerie Joan Prats, Barcelone, mars-avril 2007[15].
- Galerie Fúcares, Madrid, janvier-mars 2008.
- Musée irlandais d'Art moderne, Dublin, juin-septembre 2010[16],[17].
- Musée Patio Herreriano d'art contemporain espagnol (es), Valladolid, octobre 2010 - janvier 2011[18].
- Ferran García Sevilla - Triptic La Guerra - Págines simples et alia, Galerie RocioSantaCruz, Barcelone, avril-juillet 2018[19].
- Musée d'Art contemporain de Barcelone, 2019[1].
- Ferran García Sevilla - Donation de l'artiste, Musée d'art moderne et contemporain Jaime Morera (es), Lérida, juillet-septembre 2022[20].
- Ferran García Sevilla - Cosmos chaos, Musée national d'Art de Catalogne, Barcelone, et Centre d'art Tecla Sala (es), L'Hospitalet de Llobregat, décembre 2022 - octobre 2023[21],[22],[23],[24].

### Expositions collectives

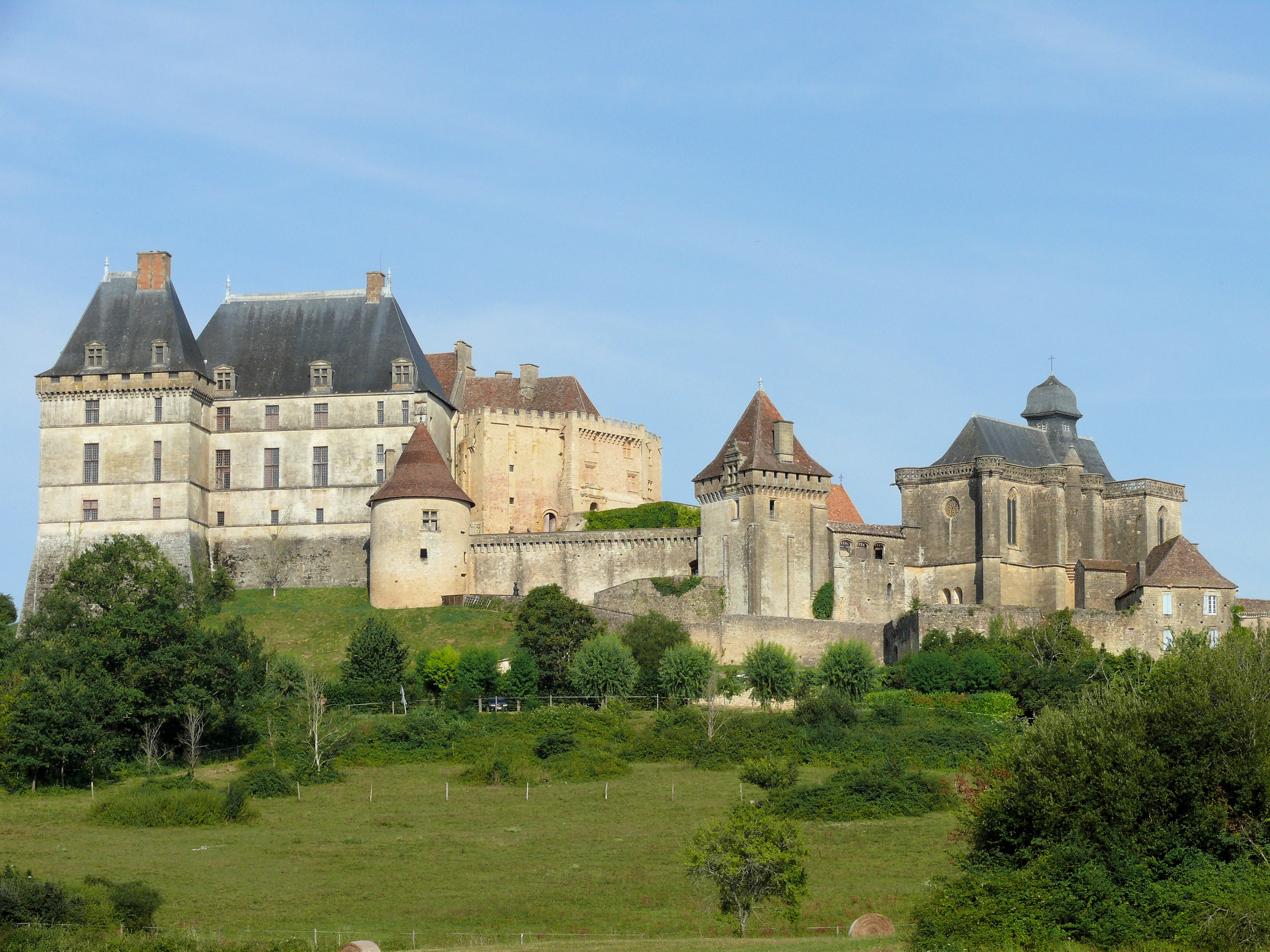
Château de Biron, 1988

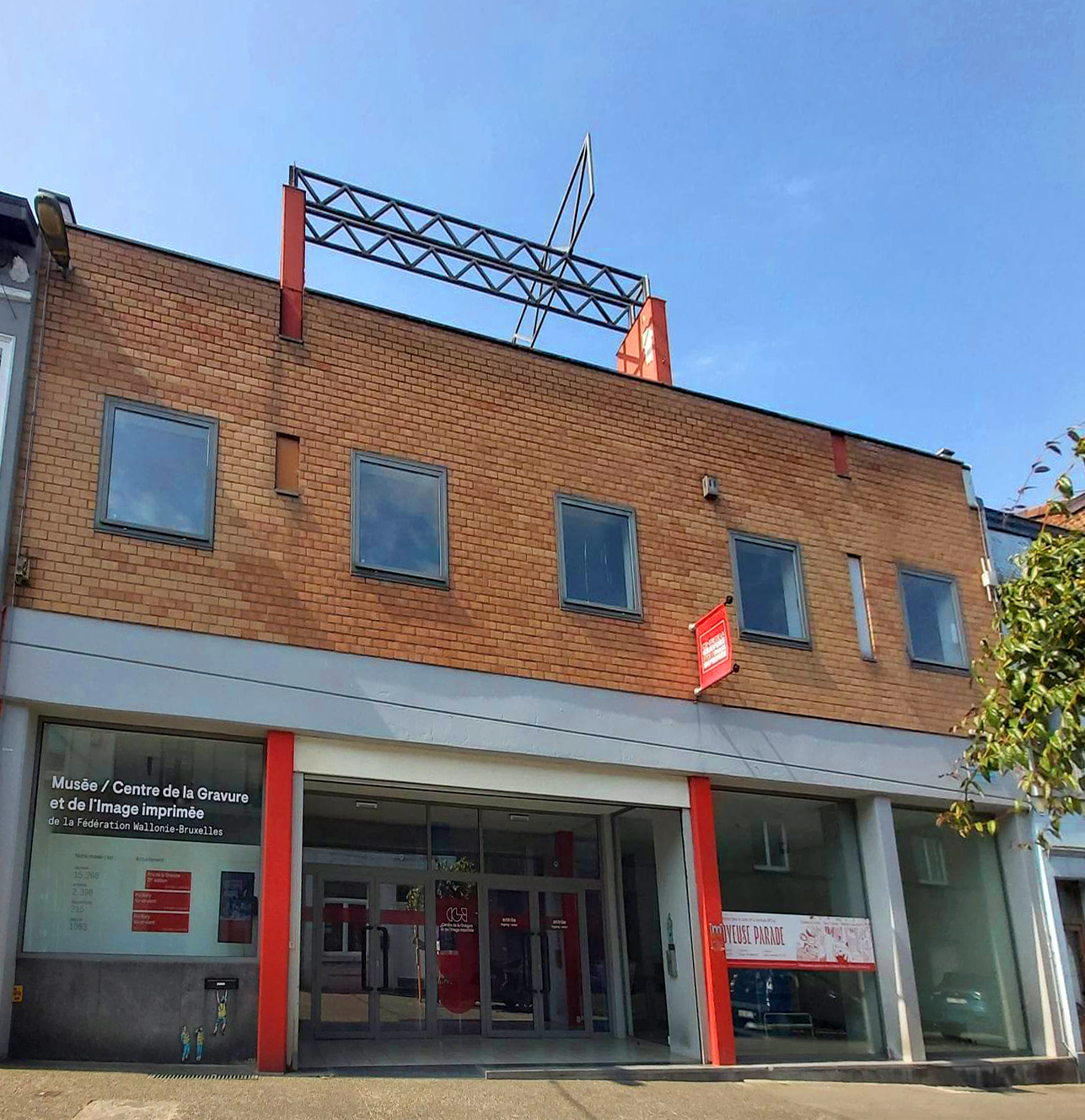
Centre de la gravure et de l'image imprimée, La Louvière, 2002

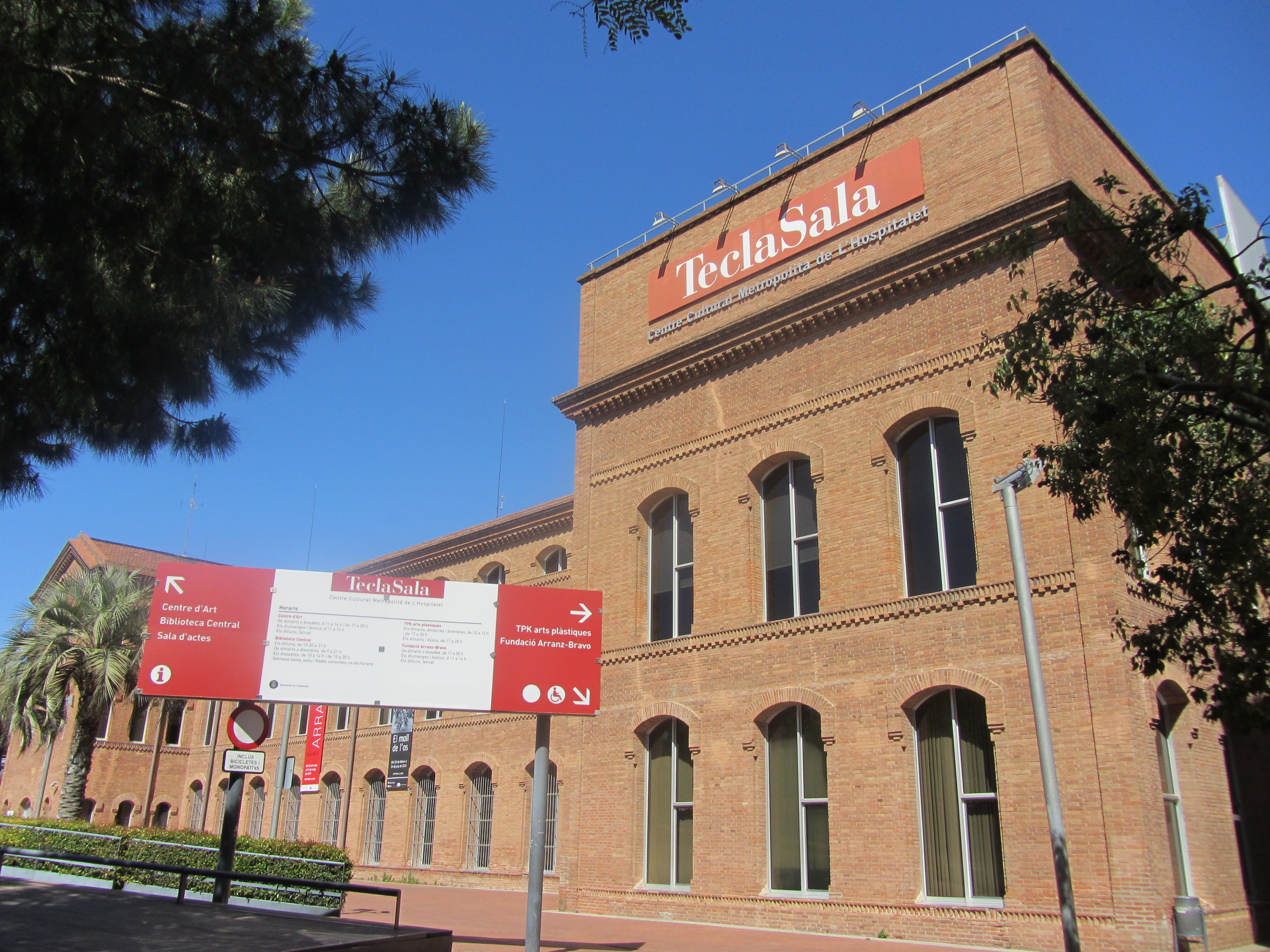
Centre culturel Tecla Sala, L'Hospitalet de Llobregat, 2002

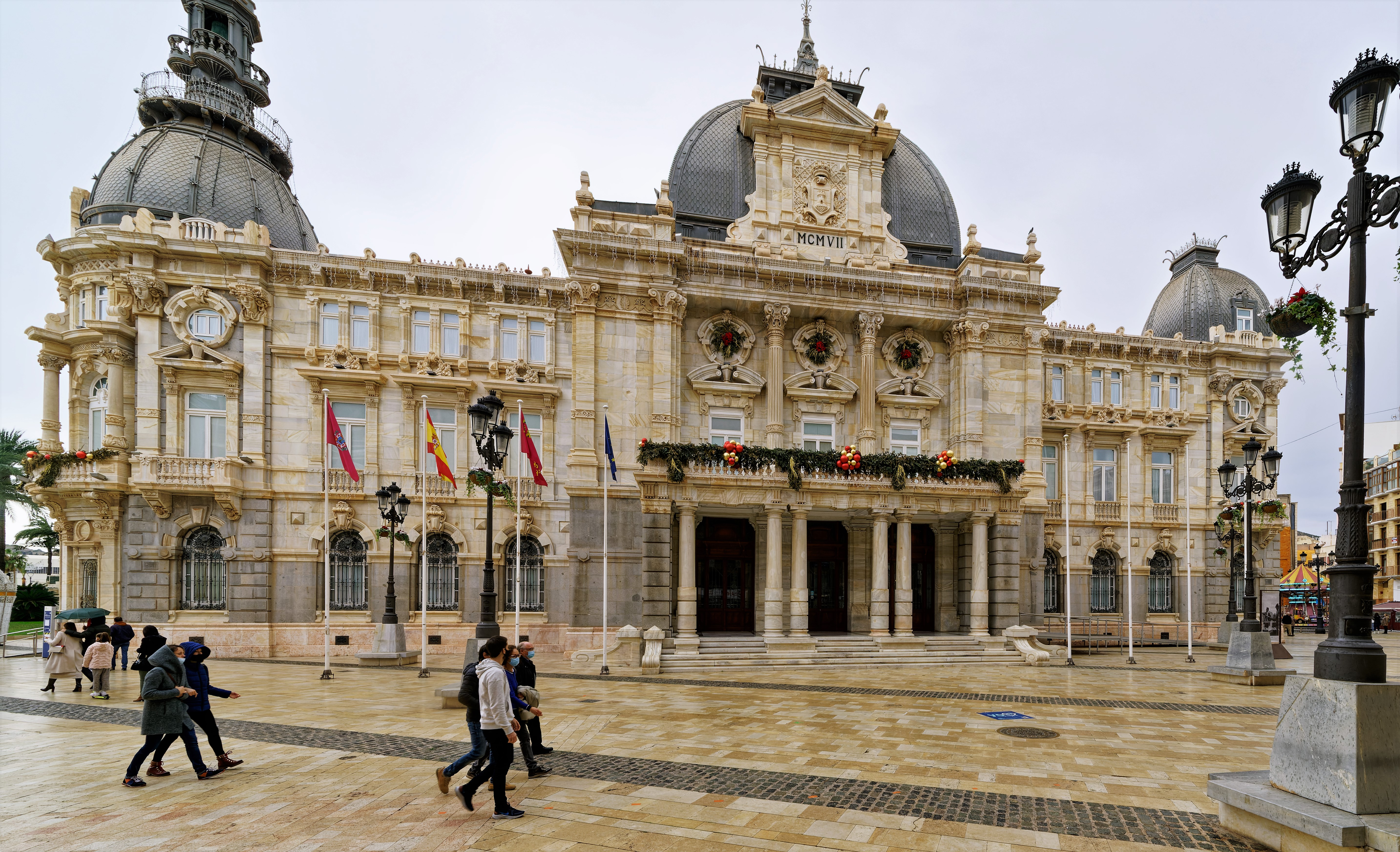
Hôtel de ville de Carthagène, 2024

- Arte Pobre, Libreria José Tous, Palma, 1970[25].
- Première exposition d'art jeune (première manifestation publique de l'art conceptuel en Catalogne), Granollers, 1971[2].
- Biennale de Venise, 1986[15].
- Muermos, Galerie G, Barcelone, 1977[3].
- Xe Biennale de Paris, 1977[5].
- Six peintres - Jordi Benito (ca), José Manuel Broto (es), Xavier Franquesa (ca), Ferran García Sevilla, Xavier Grau (es), Vicenç Viaplana (ca), Musée de Granollers, 1982[26].
- Peintres et sculpteurs espagnols, 1981-1986, Fondation Cartier pour l'art contemporain, Paris, octobre 1986 - janvier 1987[27].
- Documenta 8, Cassel (Hesse), juin-septembre 1987.
- Le défi catalan - De Picasso et Miró à la nouvelle génération, château de Biron, juin-septembre 1988[28].
- Pintura española, la generación de los 80, Centre culturel Las Condes (es), Santiago du Chili et Fondation Amalia Lacroze de Fortabat (es), Buenos Aires, 1988[25].
- Die Spanische Kunst in der Sammlung der Fundació Caixa de Pensions, Kunsthalle de Mannheim, mai-août 1989[29].
- Foire internationale d'art contemporain (stand Galerie Lelong), Paris, octobre 1989.
- Movida, le renouveau - Collections espagnoles du FRAC Midi-Pyrénées et de la ville de Toulouse, Musée Goya, Castres, juillet-septembre 1991[30].
- Antoni Tàpies, Ferran García Sevilla, Théâtre Blossac (salle de la Redoute), Chatellerault, 1992[25].
- XXIIIe Biennale de São Paulo, 1996[31],[4].
- Art espagnol des années 1980 et 1990 dans les collections du Musée national centre d'art Reina Sofía, Galerie nationale d'art Zachęta, Varsovie, mai-juillet 2001[32].
- Estampes espagnoles - Antoni Tàpies, Eduardo Chillida, Pablo Palazuelo, José Manuel Broto (es), Jaume Plensa, Ferran García Sevilla, Centre de la gravure et de l'image imprimée, La Louvière, février-avril 2002[25],[33].
- L'art conceptuel espagnol dans la collection Rafael Tous (ca), Centre culturel Tecla Sala (es), L'Hospitalet de Llobregat, 2002[25].
- Silencio - Les voies du silence, château de Lacaze, Parleboscq, août-octobre 2014[34].
- Regard hors champ et paysages de la collection Agnès B., La Fab, 13e arrondissement de Paris, septembre 2020 - juillet 2021[35].
- En temps réel - La collection Rafael Tous (ca) d'art conceptuel, Musée d'Art contemporain de Barcelone, mai 2021 - juin 2022[36].
- Peinture espagnole de la seconde moitié du XXe siècle (1980), Museo de la Ciudad (es), Valence, juin octobre 2021[37]
- Au bois génie, Centre d'interprétation des mégalithes, Murat-sur-Vèbre, juillet-octobre 2021[38].
- Et maintenant l'espace !, Hang-Art, Esquièze-Sère, mai-octobre 2022[39].
- Autonomie de la peinture, Centre d'art contemporain d'Ainsa-Sobrarbe, juin 2024 - janvier 2025[40].
- La collection Mariano Yera (dans le cadre du festival La Mar de Músicas (es), hôtel de ville de Carthagène, juillet 2024[41].

## Réception critique
- « Un paysage de signes porteurs d'interconnexions, et même d'intertextes, mais n'accordant de privilèges à aucun d'entre eux. García Sevilla se consacre davantage à l'exploration, à l'essai, à la création de significations nouvelles, plutôt qu'à révéler ou a découvrir les significations qui sont déjà présentes. Il utilise des signes archaïques et des symboles universels parce qu'ils flottent au dedans et au dehors de sa mémoire et qu'ils sont introduits dans le présent comme des vestiges textualisés. » - Kevin Power[42]
- « Il se distingue de la production espagnole de José Manuel Broto (es), Miquel Barceló et José María Sicilia (es) pour s'adonner, depuis 1980, à une forme de peinture-rébus, de grand format, où viennent se télescoper signes, écritures et symboles avec une violence primitive du geste. Dans les années 1970, García Sevilla participait aux créations de happenings, d'installations et de montages dans l'esprit de l'art conceptuel dominant. Aujourd'hui, il figure dans la plupart des expositions consacrées à la peinture espagnole des années 1980. » - Gérald Schurr[43]
- « Une peinture qui cherche à atteindre un "automatisme" mêlant l'impulsion des images populaires de l'art brut avec celles de la figuration libre expressionniste européenne. Ses compositions, aux traits simples et sans finesse, rassemblent des éléments disparates : arbres, insectes, toile d'araignée, têtes aux oreilles pointues, empreintes de main, signes linguistiques ou simplement des figures d'hommes et de femmes. Des sources d'énergie que l'artiste réunit tel un kaléidoscope dans l'espace peint et qu'il s'agit pour le spectateur d'interpréter dans leurs tissus de relations possibles. » - Christophe Dorny[2]
- « Le peintre en est venu à s'inscrire dans les tendances néo-expressionnistes des années 80, lesquelles entretiennent des liens avec le primitivisme. Cependant, chez Ferran García Sevilla, ces références ne sont pas dérivées de l'Europe, mais d'éléments méditerranéens et orientaux et surtout d'artistes qui l'ont précédé : Joan Miró, Antoni Tàpies, Joan Ponç (es) ; riche patrimoine qui le relie au monde des signes, à Dada, au surréalisme, à la magie, à l'iconographie des bestiaires médiévaux et à l'art populaire. Il en résulte une œuvre picturale qui possède une charge graphique puissante, un chromatisme riche et une gestuelle à fort impact visuel et vital. » - Joaquín Escuder Viruete[44]

## Collections publiques

### Allemagne
- Pinakothek der Moderne, Munich, Tot 3, peinture sur toile 260x300cm, 1986[45].
- Städtische Galerie im Lenbachhaus und Kunstbau, Munich, Cimo 3, huile sur toile 195x195cm, 1984[46].

### Espagne
- Fondation Méditerranée (es), Alicante[6] :
  - Ruc 21, huile sur toile 290x320cm, 1987 ;
  - Pariso 65, huile sur toile 200x200cm, 1987.
- Fonds d'art de La Caixa de Pensions, Barcelone, TOT I, peinture, 1967[2].
- Fundació Suñol, Barcelone, Ensemble 3, technique mixte sur toile 195x270cm, 1984[47].
- Institut d'Estudis Catalans (salle Prat de la Riba), Barcelone, Truc 15, huile sur toile 250x300cm, 2021[48].
- Musée d'Art contemporain de Barcelone[49] :
  - Ruc 7, huile sur toile 261x300cm, 1987 ;
  - Ruc 17, huile sur toile 200x331cm, 1987.
- Musée national d'Art de Catalogne, Barcelone, cinquante quatre œuvres, 1966-1974[50].
- Musée Tàpies, Barcelone.
- Fondation Banque Santander, Boadilla del Monte, Ocla 3, huile sur toile 195x160cm, 1983[3].
- Musée d'art contemporain Helga de Alvear (es), Cáceres[51] :
  - Sans titre, acrylique sur toile 130x270cm, 1982 ;
  - Elassada 6, acrylique sur toile 260x195cm, 1984 ;
  - Imán 27, huile sur toile 100x100cm, 1999.
- Fondation German Lopez et Marian Sanz, Cretas[52].
- Musée de Granollers, Sans titre, huile sur toile 175x340cm, 1982[26].
- Hôpital universitaire de Bellvitge (es), L'Hospitalet de Llobregat[53].
- Musée d'art moderne et contemporain Jaime Morera (es), Lérida, Peintures à deux mains Ferran García Sevilla - Carles Hac Mor (ca), six techniques mixtes sur papier végétal[20],[54].
- Banque d'Espagne, Madrid[55] :
  - Nota 4, acrylique sur toile 175x200cm, 1988 ;
  - Gra-6, technique mixte sur toile, 2003.
- Institut officiel de crédit, Madrid.
- Musée d'art contemporain (es), Madrid, Sama 85, technique mixte sur toile 200x200cm, 1990[51].
- Musée ICO (es), Madrid[51] :
  - Poligón 1, technique mixte sur toile 170x195cm, 1988 ;
  - Poligón 6, technique mixte sur toile 300x200cm, 1988 ;
  - Poligón 10, acrylique sur toile 140x290cm, 1988 ;
  - Sama 33, technique mixte sur toile 200x170cm, 1991 ;
  - Sino 31, technique mixte sur toile 250x250cm, 1992.
- Musée national centre d'art Reina Sofía, Madrid[56] :
  - Sans titre (astronaute), carte postale collée sur patron de couture 60x85cm, 1973 ;
  - Trajecte sense mapa, technique mixte sur toile 130x160cm, 1984 ;
  - Tata 13, acrylique sur toile 195x260cm, 1985 ;
  - Muca III, technique mixte sur toile 195x270cm, 1985 ;
  - Ruc 40, technique mixte sur toile 260x200cm, 1987 ;
  - Sino 30, huile sur toile 250x250cm, 1992.
- Fondation Juan March (es), Palma, Bas relief 1, bas-relief 200x193cm, 1988[57].
- Musée d'art contemporain Es Baluard (es), Palma, quatre œuvres[15] :
  - Adam et Ève, deux acryliques sur toiles 195x170cm, 1980 ;
  - Sama 26, technique mixte 195x195cm, 1990 ;
  - Sama 1966, huile sur toile 170x195cm, 1991.
- Centro Atlántico de Arte Moderno, Las Palmas de Grande Canarie[58].
- Collection Banco Sabadell, Sabadell[59] :
  - Triptic XA, trois techniques mixtes sur toiles 160x130cm, 1005 :
  - Baix relieu 2, bois 100x191x14cm, 1983 ;
  - Set 14, huile sur toile 192x260cm, 1984 ;
  - Rusc 16, technique mixte sur toile 270x200cm, 2000.
- Institut aragonais d'art et de culture contemporains Pablo-Serrano (es), Saragosse, S /T, lithographie 90x63cm[51].
- Centro Andaluz de Arte Contemporáneo, Séville, 1989-5, lithographie 76x56cm, 1989.
- Fondation Chirivella Soriano (en), Valence, Erase 7, tempera sur toile 195x260cm, 1985[37].
- Centre social Afundación (es), Vigo, Rat 2, gravure 57x77cm, 1991[5].

### France
- Carré d'art, Nîmes :
  - Adis 2, peinture, 1983[60] ;
  - Magali n°6, huile sur toile, 1984[61].
- Fondation Cartier pour l'art contemporain, Paris[62].
- Musée national d'art moderne, Paris, Pariso 20, acrylique sur toile 130x162cm, 1985 (en dépôt depuis mars 2015 au Centre Pompidou Málaga)[63],[64].
- Les Abattoirs, Toulouse, La porte du ciel, acrylique sur toile 260x195cm, 1984 (dépôt du Fonds régional d'art contemporain Midi-Pyrénées)[65].

### Irlande
- Musée irlandais d'Art moderne, Dublin[66] :
  - Hipo V-31633, technique mixte 50x50cm, 1991 ;
  - Sans titre, collage et gravure 56x36cm, 2010.

### Portugal
- Musée Serralves, Porto[4].

## Collections privées

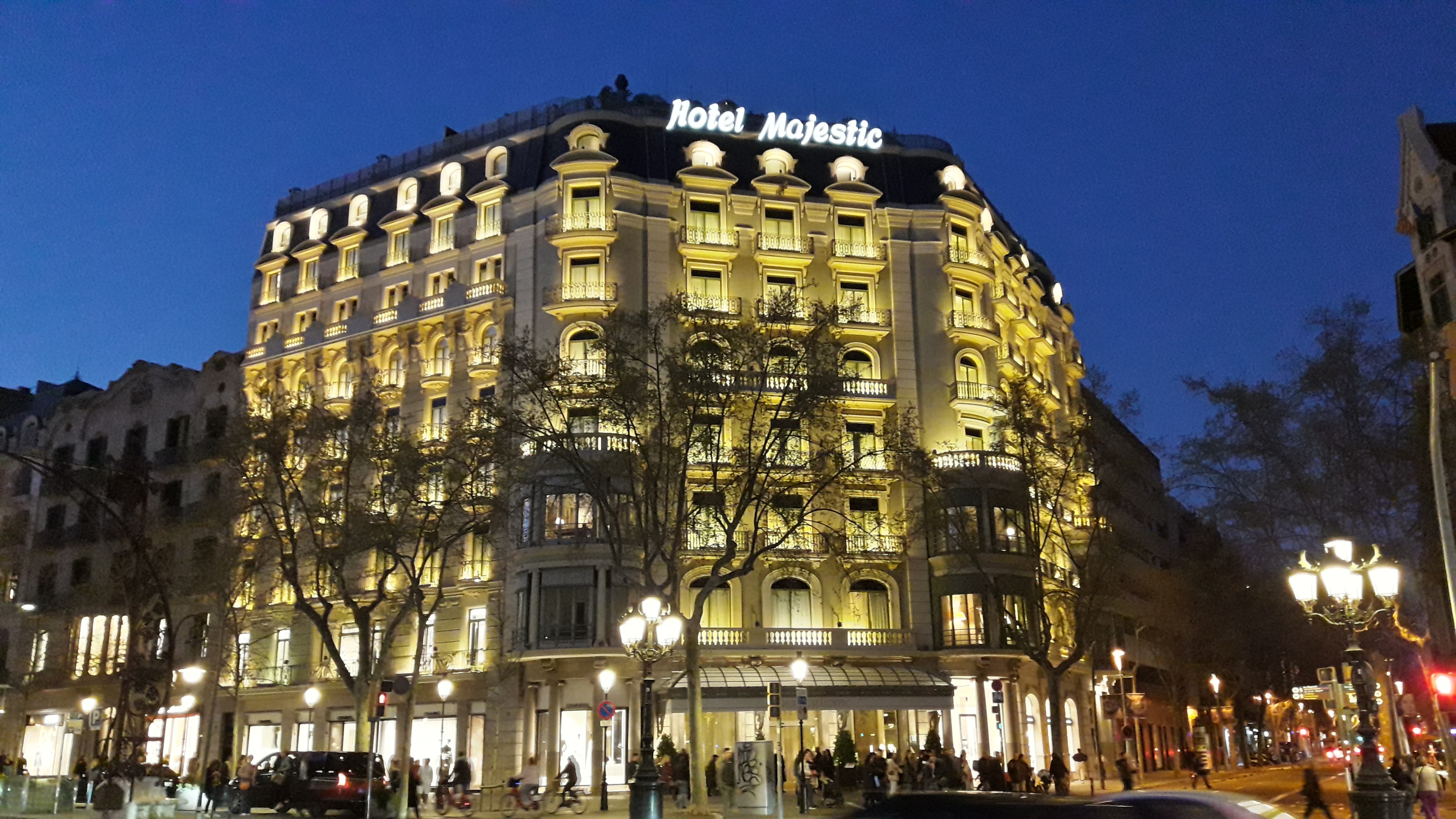
Hôtel Majestic, Barcelone

### Espagne
- Centre Kālida Sant Pau (ca), Barcelone,Suc 3, peinture, 2010[67].
- Hôtel Majestic (famille Soldavila-Casals), Barcelone[68].
- Rafael Tous (ca) (collection donnée au Musée d'Art contemporain de Barcelone en 2019)[69],[36].
- Mariano Yera[41].

### France
- La Fab (fonds de dotation agnès b.), place Jean-Michel-Basquiat, Paris[35].

## Prix et distinctions
- Prix de la IIe Biennale de peinture contemporaine, Barcelone, 1978[2].

### Filmographie
- Martin Maisler, Artista Ferran García Sevilla, Maislergrou Production, 2013 (visionner en ligne - Source : YouTube ; durée : 9'34").